# 重修洪本部渡头碑记
24°27′38″N 118°04′08″E / 24.460487°N 118.068868°E

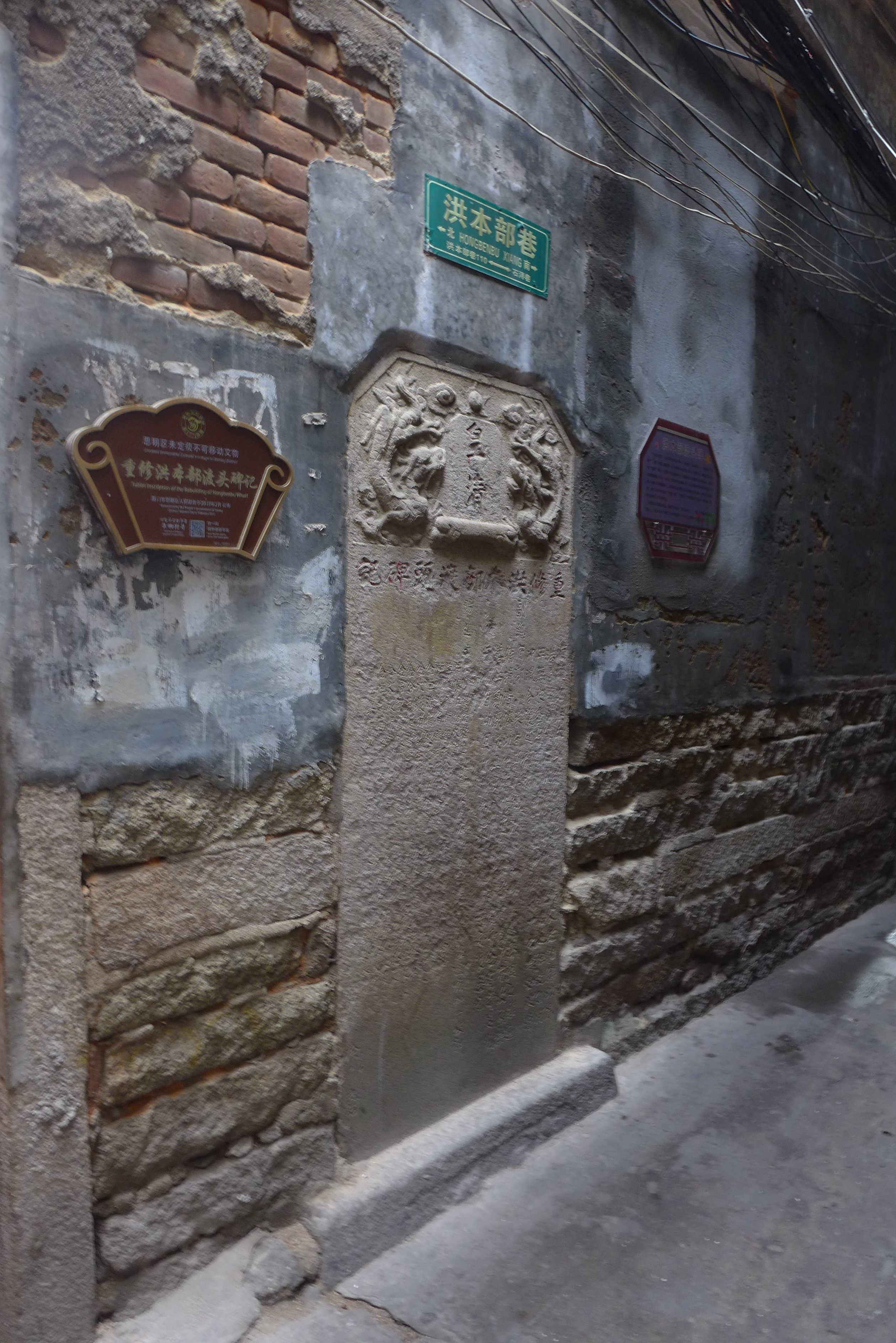
嵌于墙内的石碑

重修洪本部渡头碑记，位于中国福建省厦门市思明区鹭江街道鹭江道社区洪本部街35号，是思明区未定级不可移动文物之一。
石碑花岗岩质，平首倭角，通高1.97米，宽0.96米，厚0.16米。碑文直行楷书，碑额有浮雕二龙，首行镌题目“重修洪本部渡头碑记”，正文共140字:98。该碑记详述了清时期重新修复洪本部渡头的经过。

## 历史

### 地名
文物所在地旧时濒海。名称中的“洪本部渡头”即洪本部路头，为十三路头之一。在厦门话中，路头（白話字：Lō͘-thâu）指代小型的码头或渡头。洪本部这一地名来源于明郑成功部下洪旭。洪旭曾有府邸本部堂临近此地，同时另有相传洪本部渡头由洪旭始造于明末清初，故该地得名洪本部。而碑文中也云：
|                          | 渡頭名洪本部者，何昉乎？蓋聞諸父老相傳，以爲洪諱旭公築石成津，利於行人，故名之。 |
| ——《重修洪本部渡頭碑記》 |                                                                                  |

洪旭，同安马巷蔡浦村人，郑成功的重要部将。功封忠振侯，累官至中提督，郑氏北伐南京、东征台湾时均受任镇守金、厦基地。其本部衙门设于今洪本部街38-44号:99。碑记所嵌墙面为洪本部街35号的一部分，今该建筑已被鉴定为危房。

### 发展
厦门文史耆老李禧所著《紫燕金鱼室笔记》载：“旭为郑延平骁将也，黄仕简既受抚，封海澄公，清廷亦遣使说旭降，许封以同安候，旭抗节不应命，故第宅没为官有”，后洪旭宅邸及祠堂分别被坤记、源裕二行使用。民国元年，祠堂归同安籍商人洪晓春所有。
十三路头曾为厦门航运便利之地，经济繁盛，同时也有一定的战略价值。清乾隆年，在此已设有左营守备署。而至道光年间，洪本部渡头已经成为贩卖蔬菜、豆荚之地，每天商贩只随潮涨乘船而至。
1930年前后，厦门市政改造运动开始。至1935年，厦门市经过筹建、集资与收购民房地产、开山填海等，共建大小码头32座。新中国成立后，部分码头经过改建。洪本部渡头也经填海延伸后，建成石砌斜坡式码头，长75米，宽3米。碑记也逐渐远离海岸。后为便于辨别，将鹭江第一段堤岸（今鹭江道一带，北至厦禾路，南至镇海路口）的所有码头按自北向南顺序编号命名。洪本部渡头被命名为第五码头。

## 碑文
碑文部分字迹磨损不清。难以识别的字用虚缺号占位：

皇清
重修洪本部渡頭碑記
渡頭名洪本部者，何昉乎？蓋聞諸父老相傳，以爲洪諱旭公築石成津，利於行人，故名之。但造自何年，無從查考。間有補葺重修，非□一次，無如波濤冲激，今復傾頹。我副總府郭來守斯土，睹涉水之□□，慮濟輿之難遍，特捐清俸以倡增修。近此津者十餘户，亦欣然樂善，共襄厥成。興工八月甫竣，計費千金有奇。是創於前者功固不可少，而振於後者意亦良殷也。
計開：賜進士出身、兼署福建水師提標、右協副總府、左協中軍游府、加一級郭捐俸伍拾大員；恒茂棧捐銀貳佰伍拾員；金恒勝捐銀壹佰伍抬員；金大茂捐銀壹佰大員；金合利捐銀壹佰大员；金昌記捐銀捌拾伍員；金文成捐銀□拾伍員；金恒吉捐銀□□拾伍员;□□興捐銀□□伍員；□□□捐銀□拾員；□□□捐銀□□□；金□□捐银貳拾員；金□裕捐銀貳拾員；瑞禄號捐銀貳拾員；王德□捐銀貳拾員;金尚德捐銀拾大員；金恒□捐銀拾大员；金□□捐銀拾大員。

乾隆肆拾伍年梅月 日仝立石。

## 现状

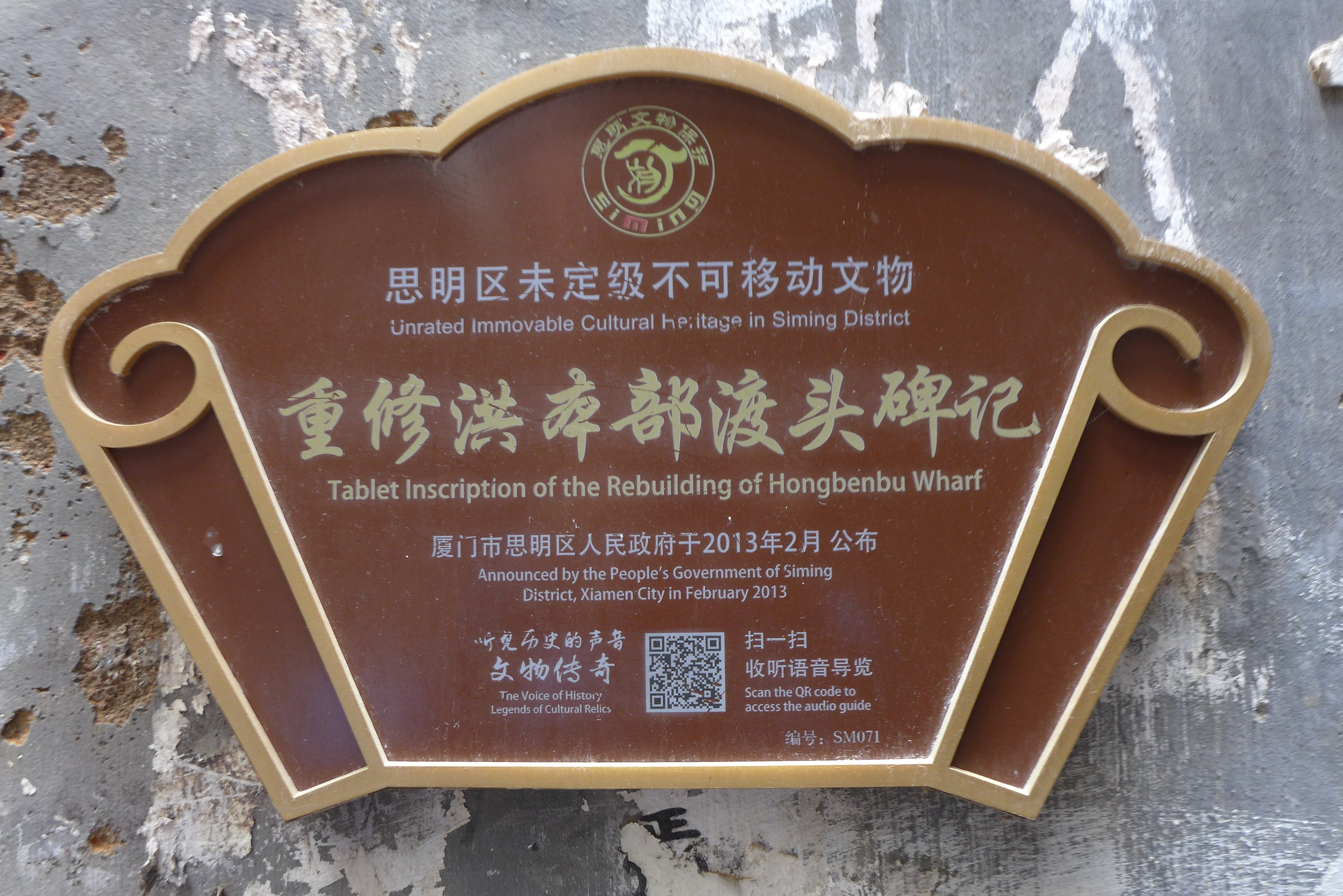
重修洪本部渡头碑记文保牌

经市政建设填海造地多年，现今碑记已经远离海岸綫，位于鹭江道厦门财富中心大楼后侧。原先海岸线遗迹与码头、渡头建筑皆已不存，仅碑记犹存。

## 延伸
除本碑记外，周边原存两块碑记。

### 增修洪本部渡头碑记

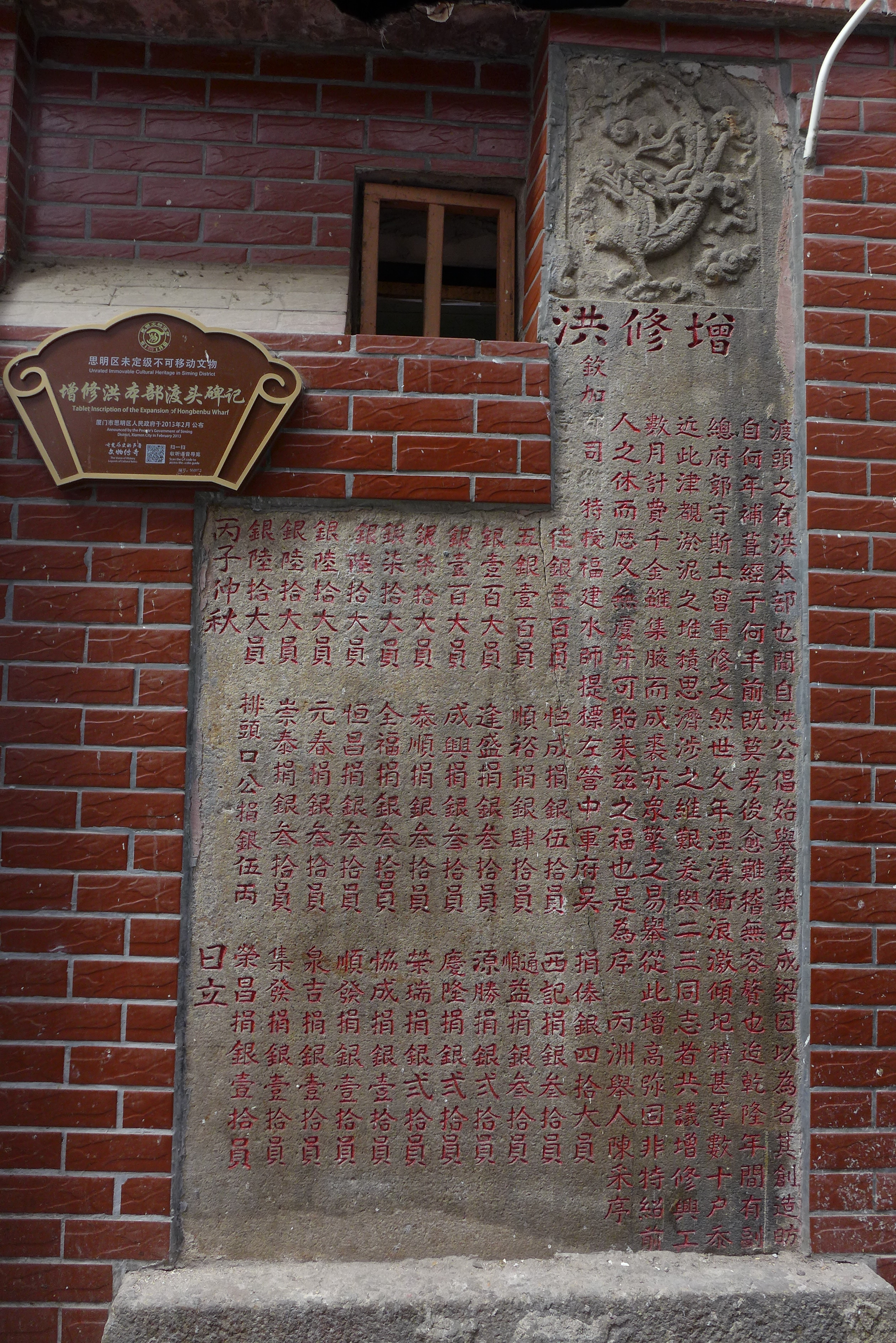
增修洪本部渡头碑记

增修洪本部渡头碑记当落成于清光绪二年（1876年），存于洪本部巷60号昭惠宫外距重修碑记所立时间乾隆四十五年（1780年）有96年时间。两块碑形制接近，增修碑记较重修碑记更大，长2.10米，宽1.00米，碑左上角残缺。

### 重修打铁路头碑记
打铁路头位于洪本部路头南面，与洪本部路头同为十三路头。重修打铁路头碑记原立于打铁街95号福寿宫前，后移至厦门市博物馆保存。碑身花岗岩质，高2.60米，宽1.10米，厚0.15米，基本完好。

## 外部連結
- 重修洪本部渡头碑记语音导览 （页面存档备份，存于） 思明区文化和旅游局制